# Allium tschulaktavicum
Allium tschulaktavicum är en amaryllisväxtart som beskrevs av M.S. Bajtenov och Nelina. Allium tschulaktavicum ingår i släktet lökar, och familjen amaryllisväxter. Inga underarter finns listade i Catalogue of Life.